# (37898) 1998 FG65
1998 FG65 (asteroide 37898) é um asteroide da cintura principal. Possui uma excentricidade de 0.21725320 e uma inclinação de 9.27738º.
Este asteroide foi descoberto no dia 20 de março de 1998 por LINEAR em Socorro.